# Fofão
Hélia Rogério de Souza zvaná Fofão (* 10. března 1970 São Paulo) je bývalá brazilská volejbalistka. V brazilské ženské volejbalové reprezentaci působila sedmnáct let (1991–2008), sehrála za ni 340 zápasů a oblékla její dres na pěti olympiádách, čímž se stala vůbec první volejbalistkou historie, která se zúčastnila pěti olympijských turnajů. Z jedné olympiády si přivezla zlato, z her v Pekingu roku 2008, a ze dvou bronz (Atlanta 1996, Sydney 2000). Ze světového šampionátu má dvě stříbra (1994, 2006). S italským klubem Sirio Perugia vyhrála v roce 2006 Ligu mistryň CEV, nejprestižnější evropskou klubovou soutěž, a dvakrát CEV Challenge Cup (2005, 2007), třetí nejprestižnější soutěž. S Fenerbahçe Istanbul v roce 2010 vyhrála Mistrovství světa klubů. Sportovní kariéru ukončila ve 45 letech. V roce 2015 byla uvedena do Mezinárodní volejbalové síně slávy. Přezdívku Fofão získala díky svým buclatým tvářím, podle populární brazilské televizní loutky, a jak bývá u brazilských sportovců často zvykem, přijala ji jako značku, pod níž absolvovala svou sportovní kariéru.